# Hans Hansen
Hans Hansen (Roetgen, Alemania; 16 de mayo de 1889-Colonia, Alemania; 24 de mayo de 1966) fue un arquitecto y teórico alemán, y uno de los corresponsales de la cadena de mensajes expresionista de Bruno Taut, la Cadena de cristal. Hansen contribuyó bajo el seudónimo de Antischmitz.
Hansen nació en Roetgen, un municipio situado en Renania del Norte-Westfalia, Alemania. En 1920, atrajo la atención y la alabanza de Bruno Taut tras la publicación de su libro Das Erlebnis der Architektur (en español: La experiencia de la arquitectura)

## Obras publicadas
- Das Erlebnis der Architektur, 1920
- Der Bauhof, composición publicada en Call to Building, publicada como parte de la exhibición de Nueva objetividad o Nueva construcción en mayo de 1920.